# Norbert Smoliński

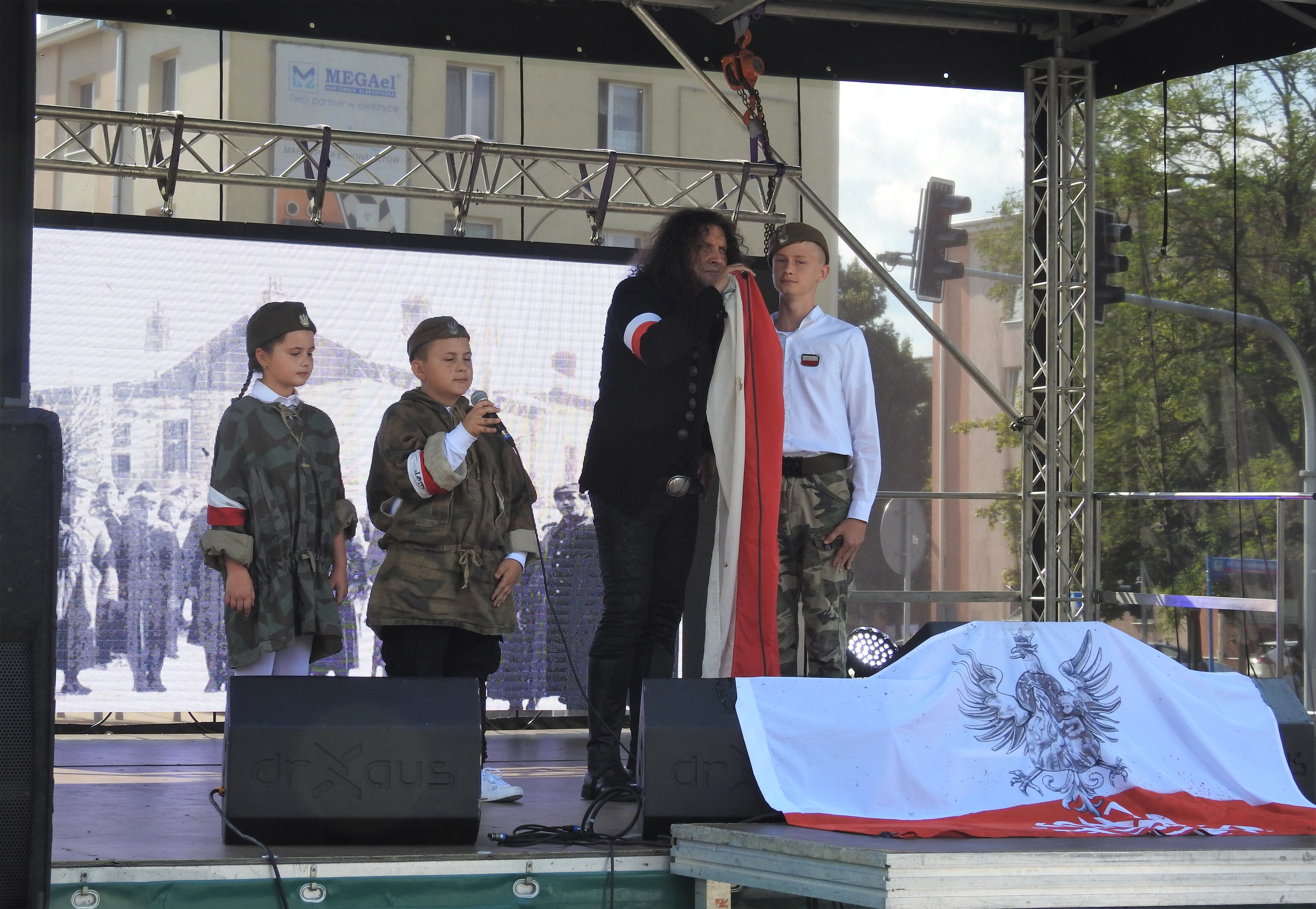
Koncert „Pokolenia i Tradycja” (Mielec 2021)

Norbert Smoliński, ps. Smoła (ur. 6 czerwca 1968 w Warszawie) – polski muzyk, kompozytor, wokalista i autor tekstów, znany przede wszystkim ze współpracy z zespołem Delhy Seed, założyciel zespołu Contra Mundum.

## Kariera muzyczna

### Początki
Początek jego kariery datuje się na rok 1985, kiedy to 5 młodych ludzi założyło zespół Astat. Ich muzyka to było połączenie klasycznego heavy metalu z thrash metalem, a wpływy Slayer, Anthrax czy Testament były bardzo słyszalne. W 1985 r. Astat z wystąpił na małej scenie w Jarocinie. Dwa lata później, podczas XVI Mokotowskiej Jesieni Muzycznej zdobył wyróżnienie, a rok później wystąpił na festiwalu „Thrash Camp’88” w Rogoźniku.
Pod koniec lat osiemdziesiątych Norbert „Smoła” Smoliński zastąpił na wokalu gitarzystę Piotra Rzepkę w zespole Haron.

### Stonehenge
W 1990 r. brał udział w powstaniu zespołu Stonehenge. Zespół wystąpił w czerwcu 1991 r. w Domu Kultury na Bródnie, zaś w październiku na Thrash Park. Wiosną 1993 roku Stonehenge wysłał taśmę zgłoszeniową na Marlboro Rock In ’93 co zaowocowało zaproszeniem na koncert eliminacyjny 20 kwietnia w klubie „Kolekcjoner” w Chorzowie, który wygrał jednogłośnie. 28 maja w Klubie Stodoła w Warszawie wziął udział w finale, gdzie zdobył drugie miejsce oraz nagrodę publiczności. Piątego sierpnia o trzeciej nad ranem grupa wystąpiła na małej scenie w Jarocinie. 11 grudnia zespół zagrał w finale XIX Mokotowskiej Jesieni Muzycznej jako jedyny reprezentant thrash metalu. Występ ten przyniósł Stonehenge kontrakt na nagranie kasety z materiałem koncertowym dla M&M Records. Z początkiem 1994 roku Stonehenge wystąpił w Studio S4 PRiTV w Warszawie przy ul. Woronicza 173. Koncert został zarejestrowany i wydany przez M&M Records.

### Talking Pictures
W 1995 roku „Smoła” odszedł z zespołu, na jego miejsce zaś Piotr Winnicki zaprosił Macieja Taffa. W międzyczasie 14 lutego 1992 r. Norbert „Smoła” Smoliński został zaproszony do pracy w Studio CCS Waltera Chełstowskiego w Warszawie, gdzie pod opieką Stanisława Bokowego miała powstać płyta zespołu Talking Pictures. Pod koniec marca 1992 roku zespół dysponował taśmą demo, którą dostarczył do wszystkich znaczących wytwórni fonograficznych w Warszawie. Propozycję wydania płyty złożyła zespołowi Talking Pictures firma Polskie Nagrania Muza. Muzycy podpisali kontrakt z Polskimi Nagraniami w kwietniu 1992 r. Pod koniec czerwca 1992 r. w sklepach muzycznych w Polsce pojawiła się płyta Talking Pictures zatytułowana tak samo jak nazwa zespołu.

### Delhy Seed
Norbert „Smoła” Smoliński wciąż poszukiwał swojej drogi muzycznej. Na koncercie Glenna Hughesa poznał Ritchiego Palczewskiego. Okazało się, że mają ze sobą wiele wspólnego. Fascynacje takimi kapelami jak Led Zeppelin, Deep Purple, Black Sabbath, Dio doprowadziły do współpracy „Smoły” i Palczewskiego. W 2005 roku w Warszawie powstał zespół Delhy Seed o brzmieniu charakterystycznym dla epoki Flower Power. Zespół cechowała psychodeliczność oraz inspiracje z przełomu lat 60./70. spod znaku Zeppelin/Purple/Doors/Floyd/Hendrix. Występowali z oryginalnymi 45-letnimi organami Hammonda, akordeonem, gitarami, mandolinami, etnicznymi bębnami, grzechotkami. W sierpniu 2009 r. jako jedyny polski zespół zagrali na Festiwalu Legend Rocka w Dolinie Charlotty jako support zespołów Fokus, Budgie, The Yardbirds. W 2010 r. zajęli drugie miejsce na Festiwalu im. Ryśka Riedla. Wystąpili też na IV Festiwalu im. Pawła Bergera w Kaliszu. Delhy Seed koncertował również akustycznie, a ich występy przypominały bardziej spektakl, performance niż typowy koncert. Wykorzystywali bowiem do tego celu wizualizacje, slajdy, niepokojące tła muzyczne, sitarowe intra, długie improwizacje, graficzną oprawę w klimacie orientalnym, świece, kadzidła.
W lipcu 2009 r. w Sudetach zespół nagrał epkę, na której znalazły się takie utwory jak „Anioł”, „Tańcz, tańcz...”, „Blueberry Woman” oraz nagrane w Hear Studio akustyczne „Dionysus’ Child”. Delhy Seed zdobył uznanie publiczności oraz dziennikarzy muzycznych. Ich utwory prezentował w Radiowej Trójce Wojciech Mann. W styczniu 2012 r. zespół zagrał koncert w warszawskim Hard Rock Cafe. Chwilę potem Delhy Seed ogłosił koniec swojej działalności. Pomiędzy tworzeniem a koncertami w zespole Delhy Seed „Smoła” otrzymał propozycję nagrania utworu „Stań i walcz” w projekcie Rock Opery „Krzyżacy” u boku takich artystów jak Paweł Kukiz, Maciej Balcar czy Artur Gadowski. Płyta pod nazwą „Krzyżacy” ukazała się w 2011 roku.

### Contra Mundum
Po rozpadzie Delhy Seed Norbert „Smoła” Smoliński wraz z muzykami akompaniującymi koncertował akustycznie na różnych spotkaniach poezji, która prócz muzyki jest jego drugą pasją. Pasja ta przerodziła się w pomysł grania poezji na rockowo. W 2014 r. powstał zespół Contra Mundum, do którego Smoliński zaprosił Tomasza Zienia, klawiszowca z Delhy Seed. Ich repertuar to kompozycje „Smoły” do wierszy Stanisława Wyspiańskiego, Juliusza Słowackiego, Cypriana Kamila Norwida, Krzysztofa Kamila Baczyńskiego, Tadeusza Gajcego, Zbigniewa Herberta, a także kilka tekstów mniej znanych twórców. Zrodził się pomysł pod tytułem „Nas nauczono trzeba zapomnieć”. Pierwszy koncert i premiera programu miały miejsce na Festiwalu „Niepokorni, Niezłomni, Wyklęci” w Gdyni 2014 r. Następnie Norbert „Smoła” Smoliński i Contra Mundum przy współpracy Fundacji „Pamiętamy” nagrał płytę. Kilkanaście kompozycji zawartych na płycie stworzyło koncepcyjny album opowiadający o dziejach ducha narodu polskiego na przestrzeni wieków. Na ponad godzinny album (72 min.) nagrany w czasie od października 2014 do stycznia 2015 r. w Sound Factory Studio składa się 15 utworów wykonanych w różnych konwencjach szeroko pojętej stylistyki rockowej (gitary elektryczne i akustyczne, organy Hammonda, akordeon, fortepian). Płyta zatytułowana „Cześć i chwała bohaterom” ukazała się 27 lutego 2015 r. w formie bezpłatnego insertu w sieci dzienników Grupy Wydawniczej Polskapresse: „Dziennik Bałtycki”, „Gazeta Krakowska”, „Gazeta Wrocławska”, „Głos Wielkopolski”, „Kurier Lubelski” oraz na terenie Mazowsza – „Polska The Times”.
Swoją działalność muzyczną Contra Mundum traktuje jako misję, kierując się podczas doboru repertuaru hasłem „Bóg, Honor, Ojczyzna”. Na początku 2017 r. zespół wystąpił w teledysku promującym film „Wyklęty” w reżyserii Konrada Łęckiego. Wykorzystany utwór „Już dopala się ogień biwaku” to pieśń Żołnierzy Wyklętych, do której nową muzykę skomponowali członkowie Contra Mundum.

## Dyskografia
- Talking Pictures – „Talking Pictures” (1992, Polskie Nagrania)
- Stonehenge – „100% live album Forgotten Dream” (1994, M&M Records, kaseta)
- Delhy Seed – „Delhy Seed” (2009, EP)
- Krzyżacy – „Rock + opera” (2011, Sztukoteka)
- Contra Mundum – „Cześć i chwała bohaterom” (2015, PolskaPresse)
- Contra Mundum – „W wierszu i boju 1914 – 1949” (2016, Fundacja PGNiG)
- Norbert „Smoła” Smoliński – „Odważnym wszystkim pokłon niski” (2016, Narodowe Centrum Kultury)
- Contra Mundum – „Życie i śmierć dla Polski – Partyzancka Epopeja Uderzeniowych Batalionów Kadrowych” (2018, IPN)